# Tengiz Abuladze
Tengiz Abuladze (georgiska: თენგიზ აბულაძე), född 31 januari 1924 i Kutaisi i dåvarande Sovjetunionen, död 6 mars 1994 i Tbilisi, var en georgisk-sovjetisk filmregissör. Hans filmer har påverkats mycket av kulturen i Georgien, som vid hans verksamma år tillhörde Sovjetunionen, och därför väckte mycket kritik hos dem som ville att Georgien skulle "förryskas".
Filmen Botgöring från 1984 ledde till hans internationella genombrott. Den var ett angrepp mot personkulten kring Josef Stalin. Den tilldelades Grand Prix vid filmfestivalen i Cannes 1987.

## Filmografi i urval
- 1969 – Bönen (Vedreba)
- 1978 – Önsketrädet (Natvris khe)
- 1984 – Botgöring (Monanieba)